# Lyu Haotian
Lyu Haotian (呂浩田S, LǚhàotiánP; Pechino, 29 novembre 1997) è un giocatore di snooker cinese.

## Carriera
Lyu Haotian è diventato professionista nel 2013 anche se si era già messo in luce nell'International Championship 2012.
Il 3 marzo 2019 ha raggiunto e perso la sua prima finale in carriera, all'Indian Open contro Matthew Selt per      5-3. Durante il Welsh Open 2020 migliora la sua miglior serie passando da 139 a 141.

## Vita privata
Lyu vive a Sheffield e si allena alla Victoria Snooker Academy assieme ai connazionali Zhou Yuelong e Zhao Xintong.

## Ranking
| Stagione  | Ranking iniziale | Ranking finale |
| --------- | ---------------- | -------------- |
| 2013-2014 | Non classificato | 101            |
| 2014-2015 | 71               | 81             |
| 2017-2018 | Non classificato | 61             |
| 2018-2019 | 61               | 26             |
| 2019-2020 | 26               | 43             |
| 2020-2021 | 43               |                |

## Finali perse

### Titoli Ranking: 1
| Titoli Ranking | Titoli Ranking | Titoli Ranking | Titoli Ranking |
| -------------- | -------------- | -------------- | -------------- |
| Competizione   | Anno           | Avversario     | Note           |
| Indian Open    | 2019           | Matthew Selt   | [ 3 ]          |

- Asian Tour: 1 (Zhengzhou Open 2013)